# جيريكا هينتون
جيريكا هينتون (بالإنجليزية: Jerrika Hinton)‏ مواليد 21 سبتمبر 1981 في دالاس، تكساس، الولايات المتحدة، هي ممثلة أمريكية بدأت مسيرتها الفنية عام 2006.

## الأعمال

### أفلام
- بنات غيلمور
- شبح هامس
- فتاة النميمة
- اكذب علي
- الحجرة
- بونز

## وصلات خارجية
- جيريكا هينتون على موقع IMDb (الإنجليزية)
- جيريكا هينتون على موقع قاعدة بيانات الفيلم (الإنجليزية)

- الموقع الإلكتروني